# NGC 2859

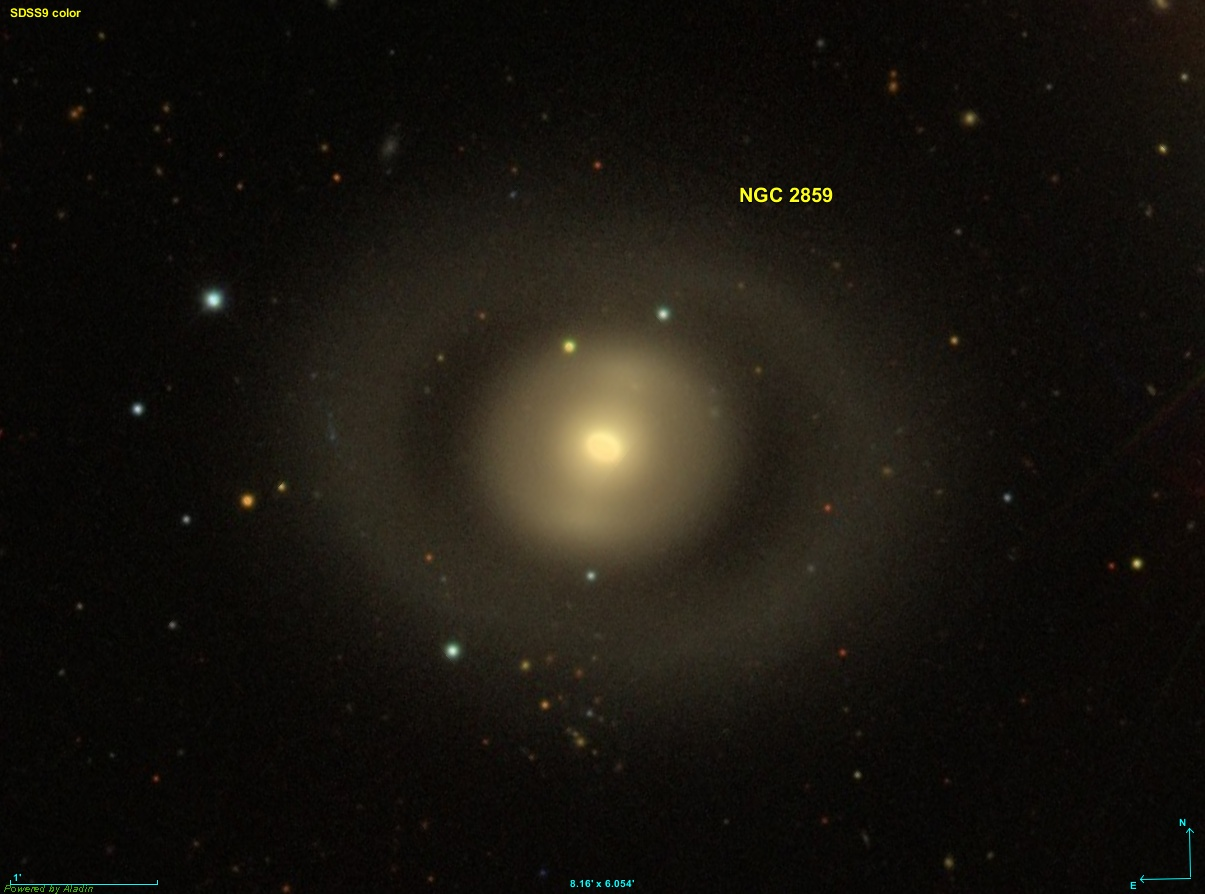
NGC 2859

NGC 2859位於小獅座，距離8,300萬光年，是一個核心有棒狀結構的透鏡星系。在型態分類上是(R)SB(r)0+。依據佛科留斯分類法，此處的（R）表示這個星系的外圍有一個突出的、分離的環，S表示它是透鏡星系，B表示它有一個瓣狀的棒形結構，這意味著它的末端變亮或變寬，並且還有一個微弱的與主棒幾乎呈直角的次棒，（r）表示這些特徵被一個看似瀰漫的微弱內環包圍著，0+表示有一個明確的物理結構，是缺少可見旋臂的類型。另外，在觀測上還看到在它的東側有一系列藍色的結。
在它中心有一個超大質量黑洞，估計質量是1.05億太陽質量。在分類上暫時被歸類為過渡的T2:型。它沒有活動的跡象。

## 外部連結
- 维基共享资源上的相關多媒體資源：NGC 2859
- WikiSky上关于NGC 2859的内容：DSS2, SDSS, GALEX, IRAS, 氢α, X射线, 天文照片, 天图, 文章和图片

Template:小獅座